# Arthur Byron
Pour les articles homonymes, voir Byron.
Arthur Byron, né à New York le 3 avril 1872, et mort à Los Angeles le 17 juillet 1943, est un acteur américain.

## Filmographie
- 1932 : Fast Life de harry A. Pollard
- 1932 : Vingt mille ans sous les verrous (20,000 Years in Sing Sing) de Michael Curtiz : Paul Long
- 1932 : La Momie (The Mummy) de Karl Freund : Sir Joseph Whemple
- 1932 : Vingt mille ans sous les verrous
- 1933 : Princesse Nadia (Tonight Is Ours) de Stuart Walker : Général Krish
- 1933 : Gabriel au-dessus de la Maison-Blanche (Gabriel over the White House) de Gregory La Cava : le Secrétaire d'État
- 1933 : La Soie écarlate (en) (The Silk Express)
- 1933 : Le Bataillon des sans-amour (The Mayor of Hell) d'Archie Mayo
- 1934 : Deux tout seuls (Two Alone) d'Elliott Nugent
- 1934 : Fog Over Frisco de William Dieterle : Everett Bradford
- 1934 : La Maison des Rothschild (The House of Rothschild) d'Alfred L. Werker : Baring
- 1934 : Stand Up and Cheer! d'Hamilton MacFadden
- 1934 : Mariage secret (The Secret Bride) de William Dieterle : Gouverneur Walter H. Vincent
- 1934 : L'Homme aux deux visages (The Man with Two Faces)
- 1934 : Une femme diabolique (The Notorious Sophie Lang) de Ralph Murphy
- 1934 : The Man with Two Faces d'Archie Mayo
- 1934 : That's Gratitude de Frank Craven
- 1934 : Marie Galante d'Henry King
- 1934 : The President Vanishes de William A. Wellman
- 1935 : L'Ombre du doute (Shadow of Doubt) de George B. Seitz
- 1935 : Toute la ville en parle (The Whole Town's Talking) de John Ford : Mr. Spencer
- 1935 : Un drame au casino (The Casino Murder Case) de Edwin L. Marin : Richard Kinkaid
- 1935 : Murder in the Fleet d'Edward Sedgwick
- 1935 : Lampes de Chine (Oil for the Lamps of China) de Mervyn LeRoy
- 1936 : Je n'ai pas tué Lincoln (The Prisoner of Shark Island) de John Ford : Mr. Erickson
- 1937 : Le Prisonnier de Zenda (The Prisoner of Zenda) de John Cromwell